# José Paes
José Paes (Sao Paulo, Brasil; 26 de marzo de 1946 – 1 de agosto de 2025) fue un futbolista brasileño-ecuatoriano que jugó en la posición de defensa.

## Carrera

### Club
Jugó toda su carrera con el Barcelona SC de 1971 a 1982, equipo con el que fue campeón nacional en tres ocasiones.

### Selección nacional
Jugó para Ecuador en doce ocasiones de 1979 a 1981 y participó en la Copa América 1979.

## Logros
- Serie A de Ecuador (3): 1971, 1980, 1981